# Гуго Байссвенгер
Гуго Байссвенгер (нім. Hugo Beißwänger; 13 жовтня 1895, Штутгарт — 28 травня 1963, Ульм) — німецький воєначальник, генерал-лейтенант вермахту.

## Біографія
25 червня 1914 року вступив у Вюртемберзьку армію. Учасник Першої світової війни. Після демобілізації армії залишений в рейхсвері. З 15 березня 1936 року — консультант артилерійської інспекції Імперського військового міністерства (потім — ОКГ), з 1 жовтня 1939 року — начальник штабу, з 13 січня 1940 року — відділу інспекції. З 26 листопада 1941 року — командир 116-го танково-артилерійського полку. З 30 листопада 1942 по 10 січня 1943 року — артилерійський командир 122. З 1 квітня 1943 по 12 лютого 1945 року — генерал при начальникові озброєнь ОКГ. 9 квітня 1945 року відряджений на курси командирів великих з'єднань. З 20 квітня — командир 72-ї піхотної дивізії. 1 червня 1945 року взятий в полон. 16 травня 1947 року звільнений.

## Звання
- Фанен-юнкер (25 червня 1914)
- Фанен-юнкер-унтерофіцер (16 вересня 1914)
- Фенріх (7 жовтня 1914)
- Заступник офіцера (12 листопада 1914)
- Лейтенант (27 січня 1915)
- Оберлейтенант (18 жовтня 1918)
- Гауптман (1 лютого 1928)
- Майор (1 січня 1935)
- Оберстлейтенант (1 жовтня 1937)
- Оберст (1 вересня 1940)
- Генерал-майор (1 червня 1943)
- Генерал-лейтенант (1 серпня 1944)

## Нагороди
- Залізний хрест 2-го і 1-го класу
- Орден «За військові заслуги» (Вюртемберг), лицарський хреста
- Орден «За заслуги» (Баварія) 4-го класу з мечами
- Нагрудний знак «За поранення» в чорному
- Почесний хрест ветерана війни з мечами
- Медаль «За вислугу років у Вермахті» 4-го, 3-го, 2-го і 1-го класу (25 років)
- Медаль «У пам'ять 1 жовтня 1938» із застібкою «Празький град»
- Застібка до Залізного хреста 2-го і 1-го класу
- Медаль «За зимову кампанію на Сході 1941/42»
- Хрест Воєнних заслуг 2-го і 1-го класу з мечами